# ＃nakedEve
『#nakedEve』（ネイキッドイヴ）は、関西テレビ制作・フジテレビ系『COOL TV』枠で2016年10月25日から2017年3月28日まで毎週火曜日 23時 - 23時30分に放送されたドキュメンタリーバラエティ番組。全20回。

## 概要
2015年10月に関西テレビで放送された特番『ホントノワタシ写真集』を改題のうえ、全国ネットでレギュラー化された。
番組は、心から自分の事を好きとは、まだ言えない女性達に密着。今の自分をどう思っているのかを掘り下げ最終的には世界に1冊だけの自分の写真集を作っていく。まさに革命前夜の物語。スタジオでは、MCとゲストにより、取材した女性の姿についてトークを展開する。
2017年3月28日をもって終了。後継番組は『セブンルール』。

## 出演
MC
- 矢作兼（おぎやはぎ）
- 高島彩
- 柳原可奈子
- 中村アン

## 主題歌
- Mrs. GREEN APPLE『In the Morning』（2016年10月 - /ユニバーサルミュージック）
  - 詞・曲 大森元貴
- BIGMAMA『Make Up Your Mind〜運命に着火する〜』（2017年1月 - /RX-RECORDS）
  - 詞 金井政人/曲 BIGMAMA

## 放送リスト
| 2016年                                                                                    | 2016年   | 2016年                                              | 2016年     | 2016年 | 2016年 |
| 回                                                                                        | 放送日   | 内容                                                | ゲスト     | 備考   | 視聴率 |
| ----------------------------------------------------------------------------------------- | -------- | --------------------------------------------------- | ---------- | ------ | ------ |
| ♯1                                                                                        | 10月25日 | 女性のジブン革命前夜!新人下着デザイナーに密着       | 玉木宏     |        |        |
| ♯2                                                                                        | 11月1日  | 悩める30歳 アイスクリームの女性店長に密着           | 佐々木希   | 3.0%   |        |
| ♯3                                                                                        | 11月8日  | 子供劇団を作りたい!大きな夢にもがき苦しむ女性に密着 | 志尊淳     |        |        |
| ♯4                                                                                        | 11月15日 | 店員がすぐに辞めていく!悩める女性店長に密着         | 若槻千夏   |        |        |
| ♯5                                                                                        | 11月22日 | 母親と9年間絶縁状態だった女性歌手に密着             | 大島優子   |        |        |
| ♯6                                                                                        | 11月29日 | 結婚を決断できない女性31歳に密着                    | 広瀬アリス |        |        |
| ♯7                                                                                        | 12月6日  | 生きててごめんなさい…不思議ダンサーの苦悩に密着     | 松岡茉優   |        |        |
| ♯8                                                                                        | 12月13日 | 幸せカップルに何が…結婚できない理由に密着           | 安田美沙子 |        |        |
| ♯9                                                                                        | 12月20日 | ミスですぐに泣いてしまうОL24歳その訳に密着          | 相楽樹     |        |        |
| (12月27日は『村上マヨネーズのツッコませて頂きます!1時間SP』〈23:00 - 23:55〉のため休止。) |          |                                                     |            |        |        |

| 2017年 | 2017年  | 2017年                                                 | 2017年     | 2017年  |
| 回 | 放送日  | 内容                                                   | ゲスト     | 備考    |
| --- | ------- | ------------------------------------------------------ | ---------- | ------- |
| (1月3日は『新春ドラマスペシャル 君に捧げるエンブレム』〈21:00 - 23:30〉のため休止。)                                                                               |         |                                                        |            |         |
| ♯10 | 1月10日 | ４カ月間あっていない…遠距離恋愛に悩むバレエ講師に密着  | 佐野ひなこ |         |
| (1月17日は『有吉弘行のダレトク!?90分SP』〈22:15 - 23:39〉のため休止。) ※フジテレビ火曜9時枠の連続ドラマの『嘘の戦争』が15分拡大スペシャル〈21:00 - 22:09〉だった。 |         |                                                        |            |         |
| ♯11 | 1月24日 | 結婚式に友達が3人しか来ない…女社長34歳に密着           | MEGUMI     |         |
| ♯12 | 1月31日 | 出張料理人27歳…師匠への涙の恩返しに密着                | 神田沙也加 |         |
| ♯13 | 2月7日  | 結婚か仕事か…悩める独身女性アナ34歳に密着              | 中尾明慶   |         |
| ♯14 | 2月14日 | 夫に涙の訴え…結婚5年目の歯科衛生士32歳その訳に密着     | 沢村一樹   |         |
| ♯15 | 2月21日 | 女優志望26歳…あと1年で引退決議!?その真相に密着         | 岡本玲     |         |
| ♯16 | 2月28日 | 女性マッサージ師27歳…開業～燃え尽き症候群…その訳に密着 | 田中麗奈   |         |
| ♯17 | 3月7日  | 元Jリーガーの妻37歳…家庭か仕事揺れる想い その訳に密着  | つるの剛士 |         |
| ♯18 | 3月14日 | 父に言えない恋人の存在…スタイリスト31歳に密着          | 桜井日奈子 |         |
| ♯19 | 3月21日 | 妊娠、結婚、父との確執…シャンソン歌手29歳に密着        | 乙葉       |         |
| ♯20 | 3月28日 | 結婚間近の動物看護士27歳に密着…両親に涙のプレゼント    | DAIGO      | ※最終回 |

## スタッフ
- ナレーション：桑原礼佳、相原嵩明
- 企画：工藤浩之、早川英
- 構成：矢野了平、森ハヤシ、成瀬正人、岡野ぴんこ
- TD：千葉明律
- CAM：佐藤文
- VE：中村寿昌
- LD：笹川満
- 音声：西田敬
- 美術制作/進行：矢野ユウイチロウ（矢野雄一郎）
- デザイン：飯塚洋行
- 大道具装置：内海靖之
- 大道具操作：竹田勝美
- アクリル装飾：マツケン（松本健）
- 電飾：宮田智博
- 装飾：門間誠
- アレンジ：藤原佐知子
- 編集：加藤裕也、金子将太、小林佑、青柳香織、本間恵美
- MA：直江泰輔、井坂拓人
- 音効：松下俊彦
- 編成：野村亙（関西テレビ）
- 協力：山田恭子
- 宣伝：前田香久、佐藤英明、姫野健太（3名共に関西テレビ）
- アシスタントディレクター：藤澤亮、遠藤曜子、望月麻衣、矢田拓也、大澤寛大
- アシスタントプロデューサー：坂本加恵、垣吉祐衣、杁本宣子
- ディレクター：犬飼義啓、坂本健一郎、関谷司、佐々部龍太、名取佑樹、田中十萌、岡本圭太
- 演出：木原猛
- 総合演出：高橋諒太（関西テレビ）
- プロデューサー：志水大介、鈴木聡
- チーフプロデューサー：南知宏（関西テレビ）
- 技術協力：池田屋、交音社、ラビットムーンオフィス、阿吽、TPブレーン、ヌーベルアージュ、東京オフラインセンター
- 制作協力：K-max
- 制作著作：関西テレビ

## ネット局
| 放送対象地域   | 放送局                    | 系列           | 放送曜日・放送時間       |
| -------------- | ------------------------- | -------------- | ------------------------ |
| 近畿広域圏     | 関西テレビ（KTV） 制作局  | フジテレビ系列 | 火曜 23時00分 - 23時30分 |
| 北海道         | 北海道文化放送（uhb）     | フジテレビ系列 | 火曜 23時00分 - 23時30分 |
| 岩手県         | 岩手めんこいテレビ（mit） | フジテレビ系列 | 火曜 23時00分 - 23時30分 |
| 宮城県         | 仙台放送（OX）            | フジテレビ系列 | 火曜 23時00分 - 23時30分 |
| 秋田県         | 秋田テレビ（AKT）         | フジテレビ系列 | 火曜 23時00分 - 23時30分 |
| 山形県         | さくらんぼテレビ（SAY）   | フジテレビ系列 | 火曜 23時00分 - 23時30分 |
| 福島県         | 福島テレビ（FTV）         | フジテレビ系列 | 火曜 23時00分 - 23時30分 |
| 関東広域圏     | フジテレビ（CX）          | フジテレビ系列 | 火曜 23時00分 - 23時30分 |
| 長野県         | 長野放送（NBS）           | フジテレビ系列 | 火曜 23時00分 - 23時30分 |
| 新潟県         | 新潟総合テレビ（NST）     | フジテレビ系列 | 火曜 23時00分 - 23時30分 |
| 静岡県         | テレビ静岡（SUT）         | フジテレビ系列 | 火曜 23時00分 - 23時30分 |
| 富山県         | 富山テレビ（BBT）         | フジテレビ系列 | 火曜 23時00分 - 23時30分 |
| 石川県         | 石川テレビ（ITC）         | フジテレビ系列 | 火曜 23時00分 - 23時30分 |
| 福井県         | 福井テレビ（FTB）         | フジテレビ系列 | 火曜 23時00分 - 23時30分 |
| 中京広域圏     | 東海テレビ（THK）         | フジテレビ系列 | 火曜 23時00分 - 23時30分 |
| 島根県・鳥取県 | 山陰中央テレビ（TSK）     | フジテレビ系列 | 火曜 23時00分 - 23時30分 |
| 岡山県・香川県 | 岡山放送（OHK）           | フジテレビ系列 | 火曜 23時00分 - 23時30分 |
| 広島県         | テレビ新広島（tss）       | フジテレビ系列 | 火曜 23時00分 - 23時30分 |
| 愛媛県         | テレビ愛媛（EBC）         | フジテレビ系列 | 火曜 23時00分 - 23時30分 |
| 高知県         | 高知さんさんテレビ（KSS） | フジテレビ系列 | 火曜 23時00分 - 23時30分 |
| 福岡県         | テレビ西日本（TNC）       | フジテレビ系列 | 火曜 23時00分 - 23時30分 |
| 佐賀県         | サガテレビ（STS）         | フジテレビ系列 | 火曜 23時00分 - 23時30分 |
| 長崎県         | テレビ長崎（KTN）         | フジテレビ系列 | 火曜 23時00分 - 23時30分 |
| 熊本県         | テレビくまもと（TKU）     | フジテレビ系列 | 火曜 23時00分 - 23時30分 |
| 鹿児島県       | 鹿児島テレビ（KTS）       | フジテレビ系列 | 火曜 23時00分 - 23時30分 |
| 沖縄県         | 沖縄テレビ（OTV）         | フジテレビ系列 | 火曜 23時00分 - 23時30分 |